# Volløya
Volløya est une île norvégienne dans le landskap Sunnhordland du comté de Vestland. Elle appartient administrativement à Sveio.

## Géographie
Rocheuse et couverte d'arbres, elle s'étend sur environ 219 m de longueur pour une largeur approximative de 128 m. Elle comporte en son centre un bâtiment. 